# Hiroshima Green Arena
 (avril 2025).
Si vous disposez d'ouvrages ou d'articles de référence ou si vous connaissez des sites web de qualité traitant du thème abordé ici, merci de compléter l'article en donnant les références utiles à sa vérifiabilité et en les liant à la section « Notes et références ».
Le Hiroshima Green Arena (広島県立総合体育館) est une salle couverte situé à Hiroshima, au Japon. Sa capacité est de 8 000 places.

## Événements
- Plusieurs matchs du Championnat du monde de basket masculin 2006
- Trophée NHK 2018